# Teorema de Varignon (geometria)
Teorema de Varignon é um teorema demonstrado pelo matemático Pierre Varignon, que estabelece que a figura definida pelos pontos médios de qualquer quadrilátero é sempre um paralelogramo, de lados paralelos às suas diagonais em que a área do paralelogramo corresponde sempre à metade da área do quadrilátero.